# District d'Évora
Pour les articles homonymes, voir Évora (homonymie).
Le district d'Évora est un district du Portugal. Sa capitale en est la ville éponyme d'Évora.
Sa superficie est de 7 393 km2, ce qui en fait le 2e du pays en superficie. Sa population est de 168 034 habitants (2009).
Le district d'Évora comprend 14 municipalités :
- Alandroal
- Arraiolos
- Borba
- Estremoz
- Évora
- Montemor-o-Novo
- Mora
- Mourão
- Portel
- Redondo
- Reguengos de Monsaraz
- Vendas Novas
- Viana do Alentejo
- Vila Viçosa

## Mégalithisme
Le district d'Évora dispose d'un riche patrimoine mégalithique :

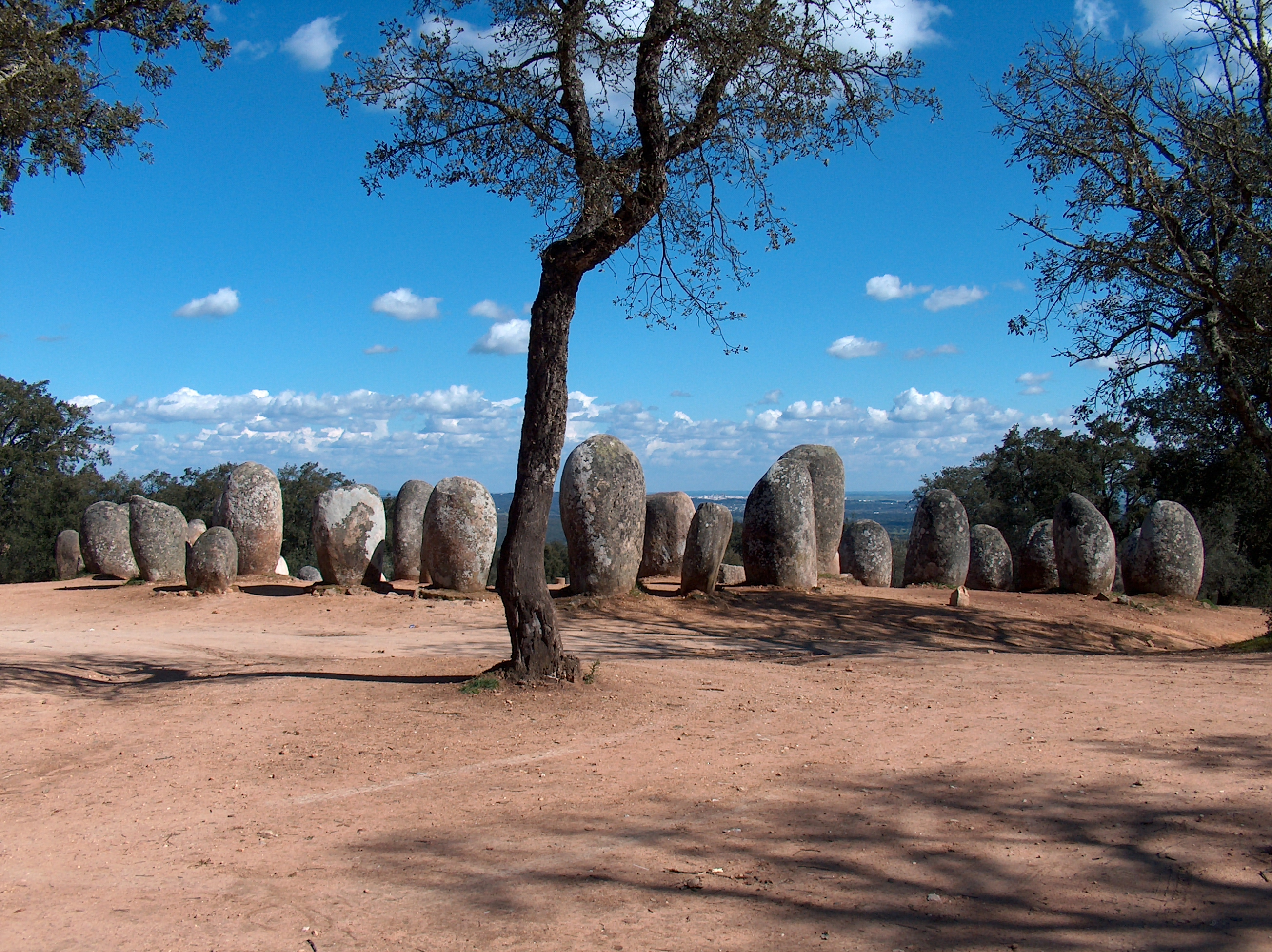
Le cromlech des Almendres
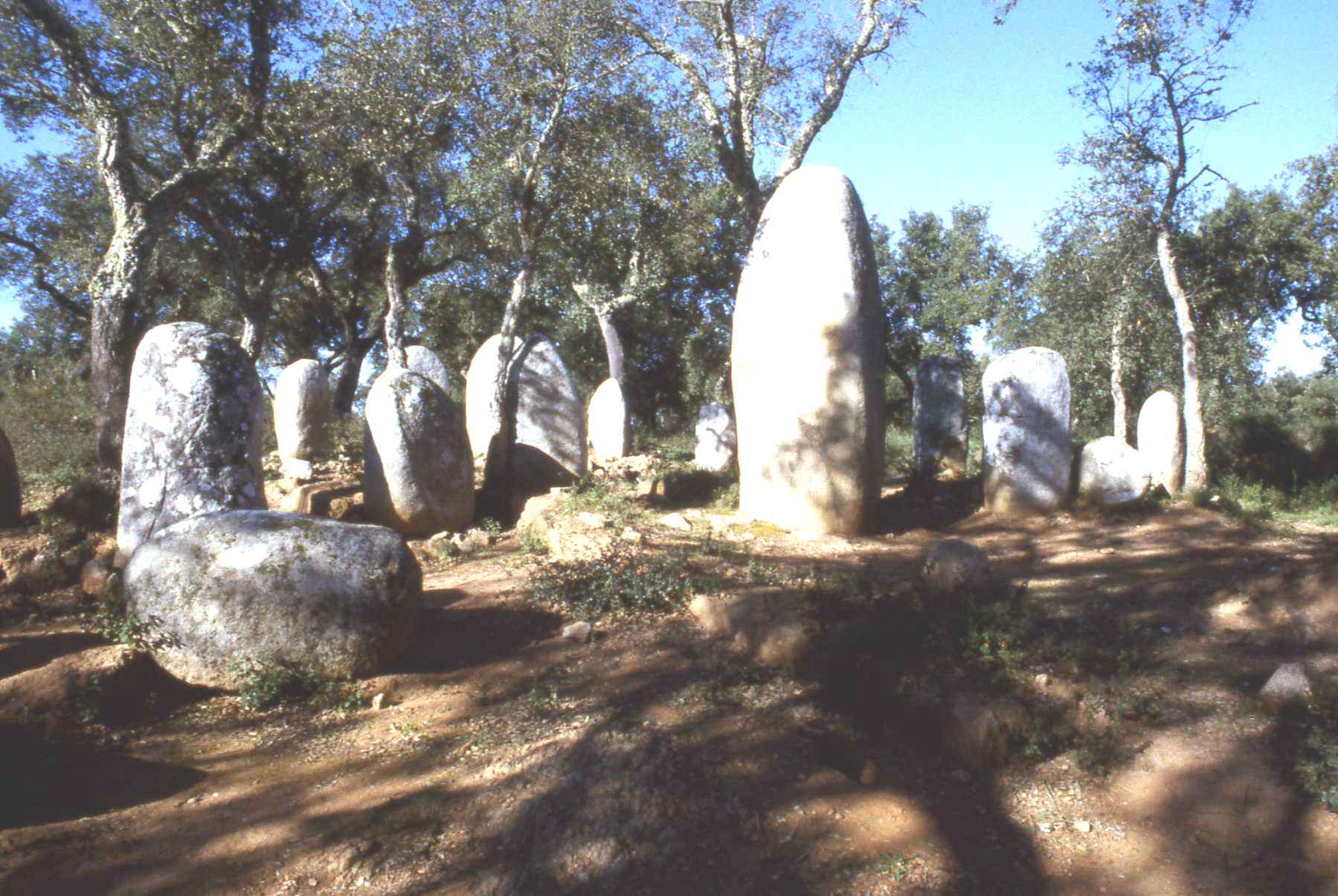
Le cromlech de Portela de Mogos
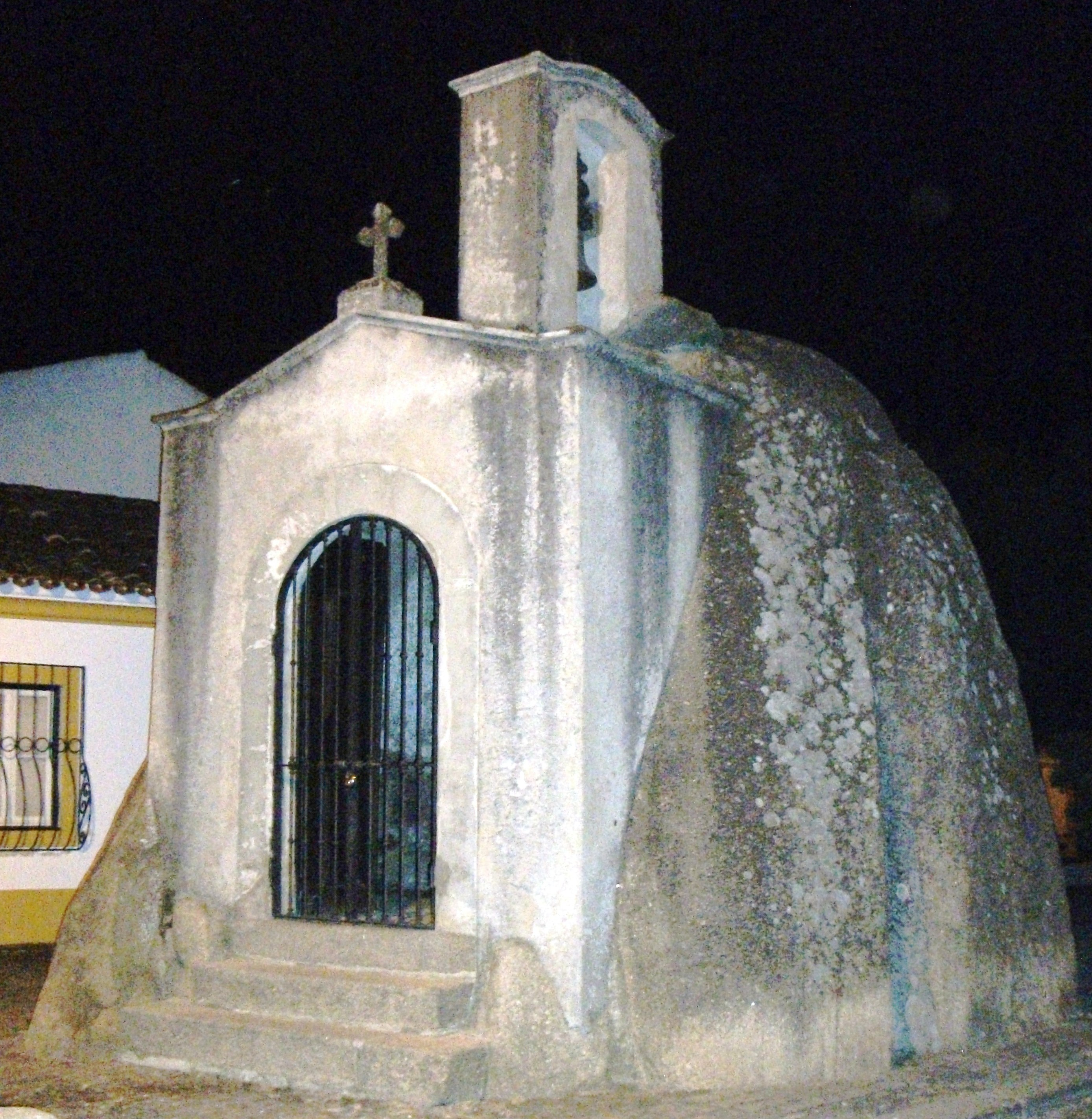
Le dolmen-chapelle Anta de Pavia
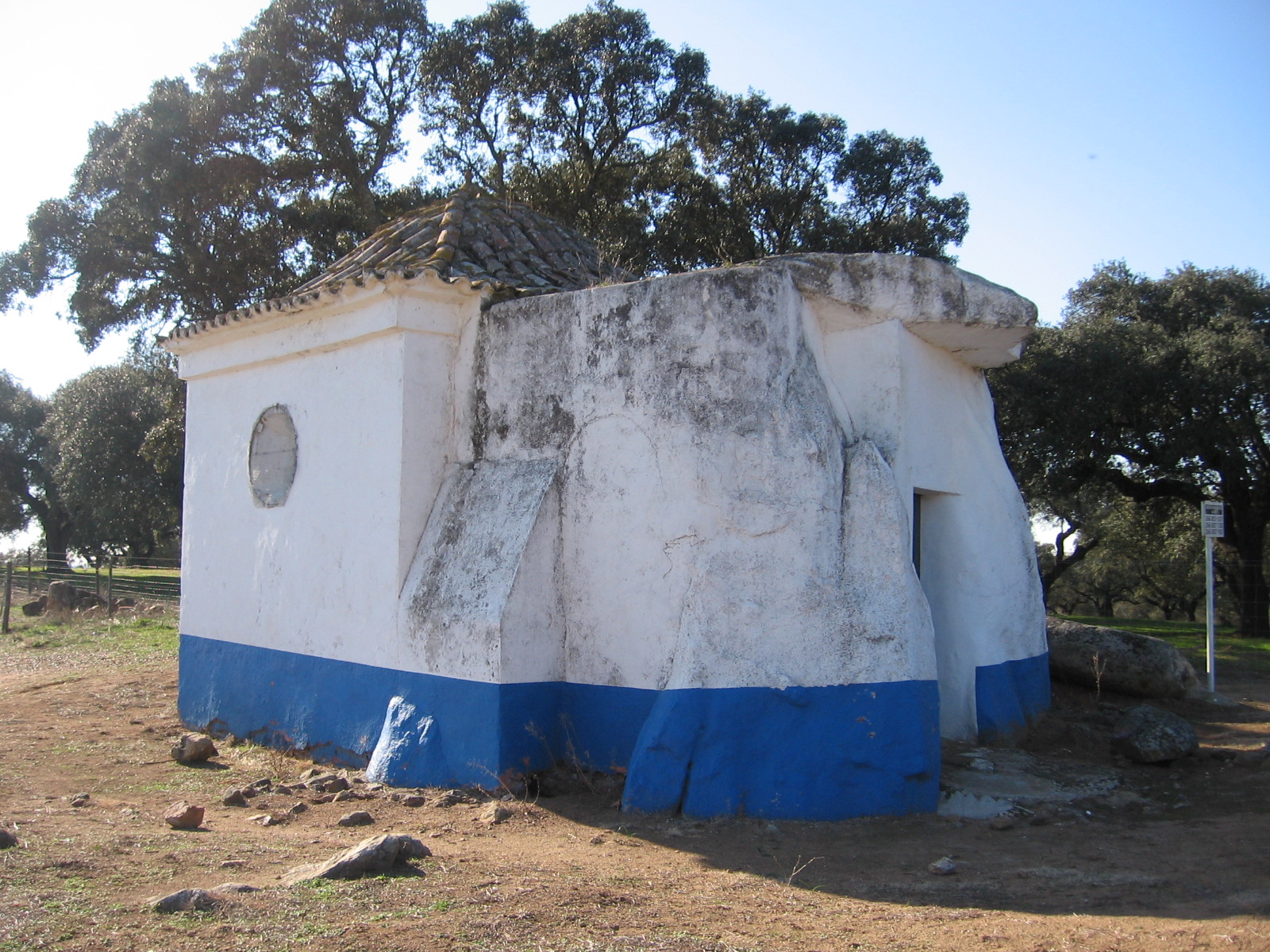
Le dolmen-chapelle Anta de São Brissos
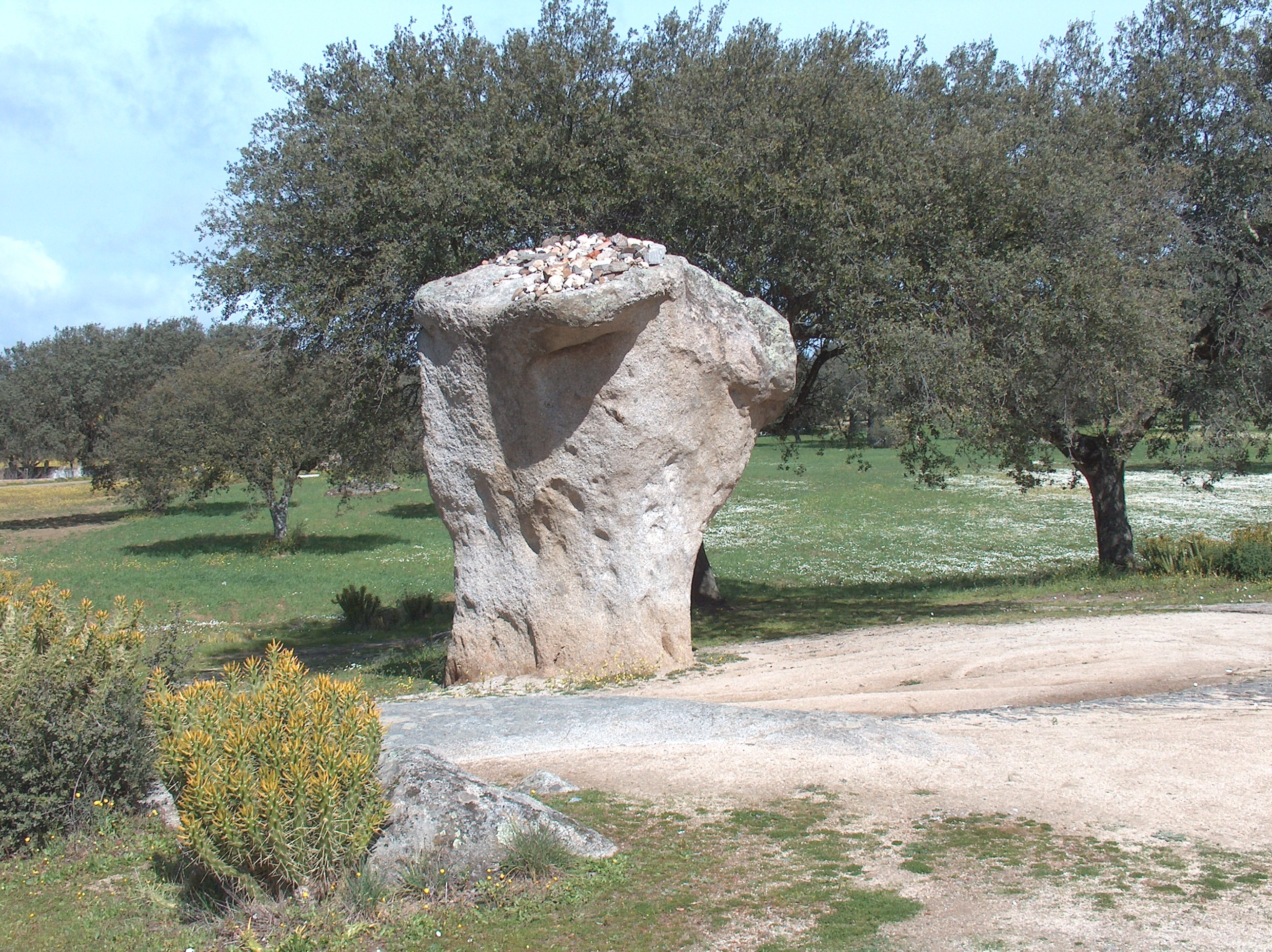
La Rocha dos Namorados
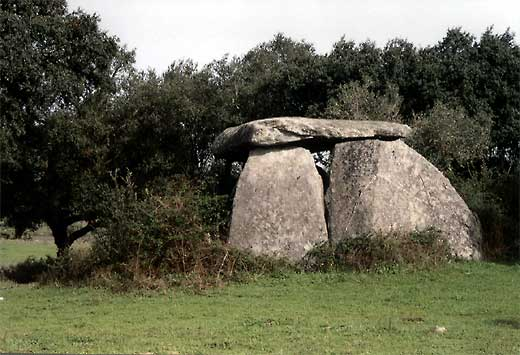
Le dolmen Anta do Paço das Vinhas
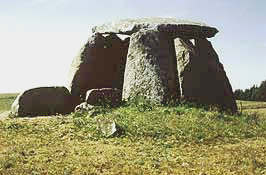
Le dolmen Antas de Barrocal
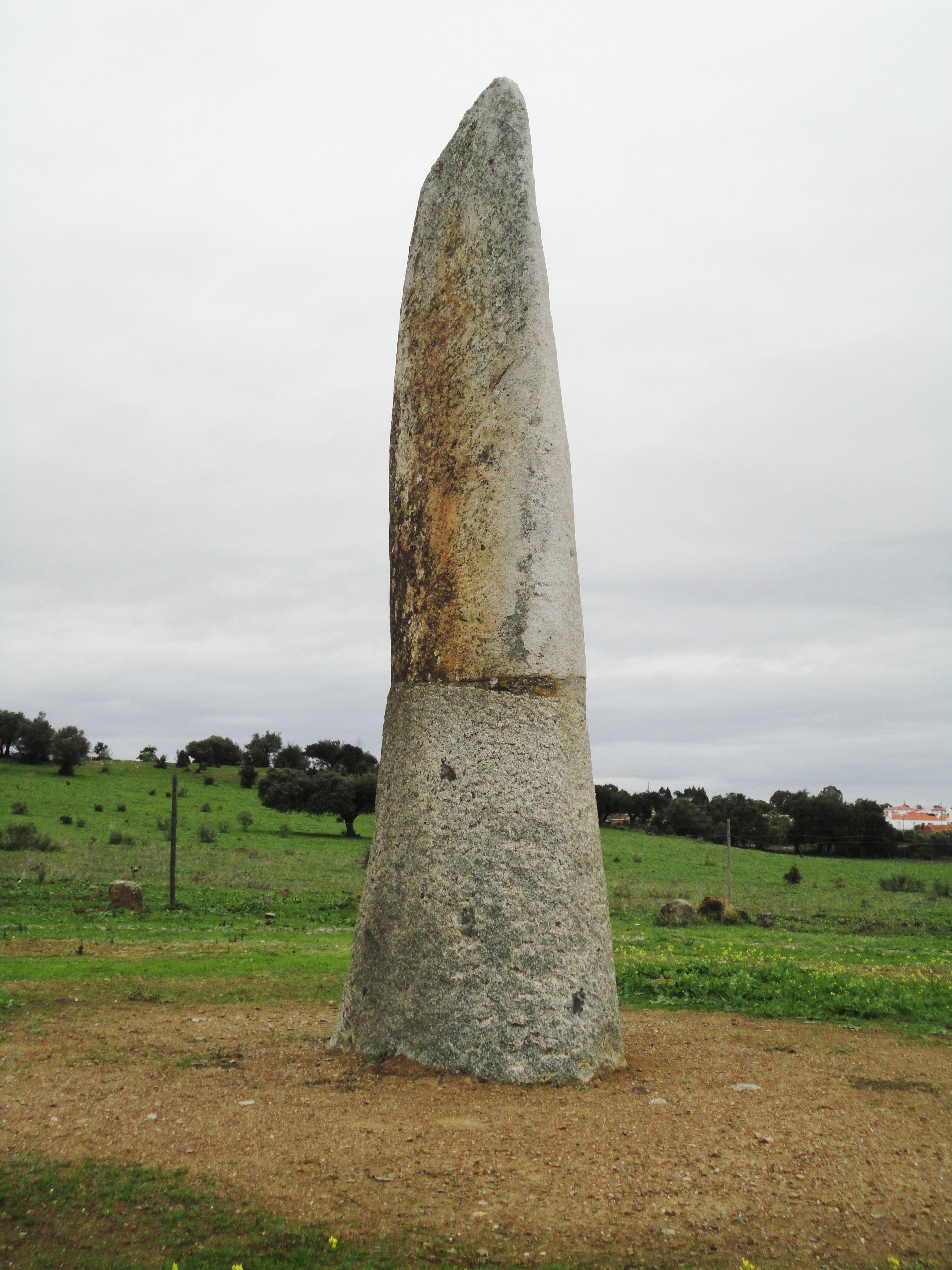
Le menhir de Bulhoa
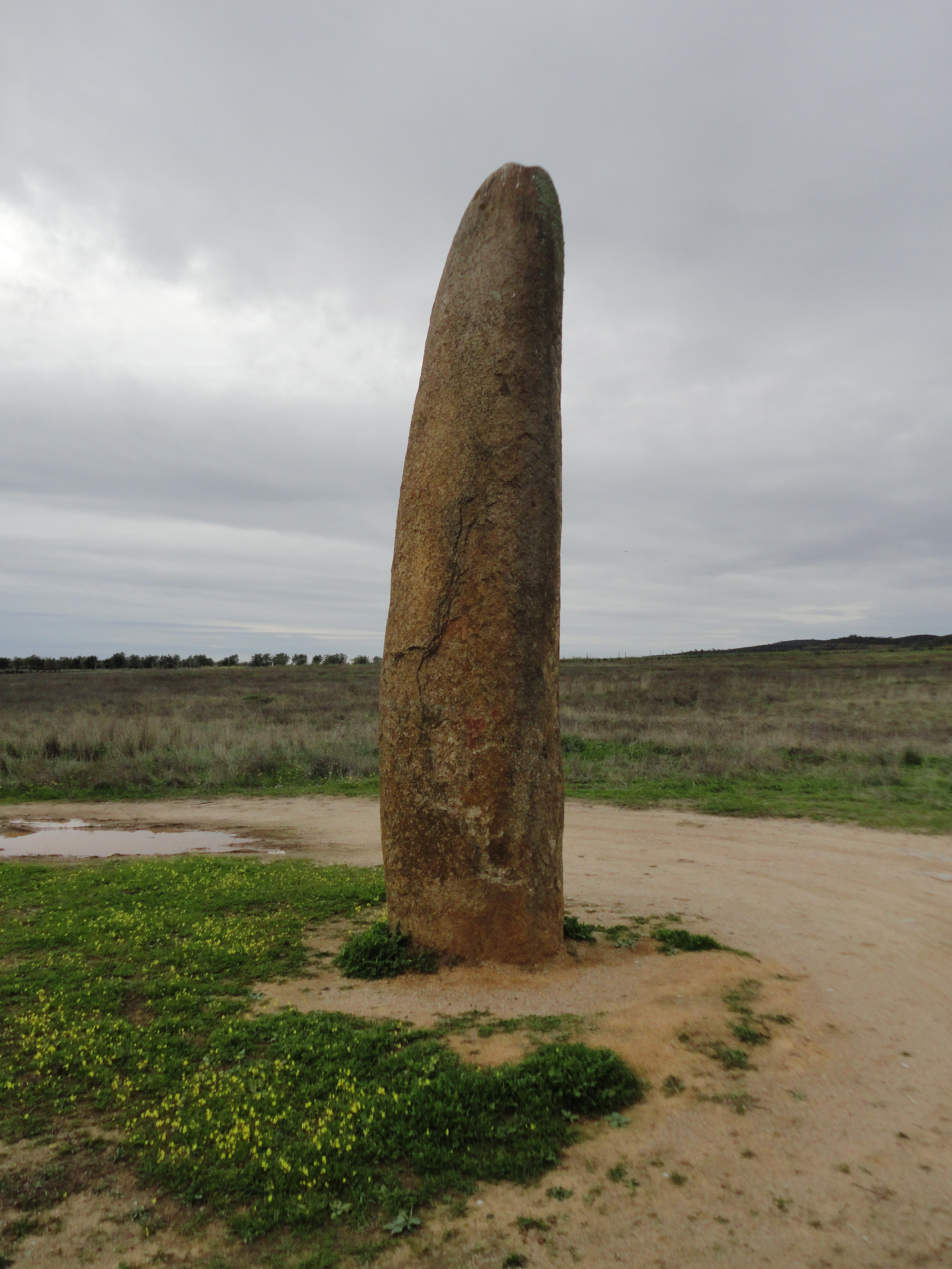
Le menhir de Outeiro
Le dolmen Anta da Herdade da Candieira
Le menhir de Courela da Casa Nova
Le menhir de Tojal